# Via Lauretana (Toscana)
La via Lauretana è un'antica strada etrusco-romana della Val di Chiana che collegava Cortona a Montepulciano e Siena.

## Storia
Venne realizzata dagli etruschi e venne poi sfruttata e ampliata, come molte altre, dai romani, con innovative tecniche di costruzione. Nacque per collegare la Lucumone alle consorelle tirreniche. La strada partiva da Cortona e il tracciato si distaccava dalla vecchia Via Cassia, costruita intorno al 125 a.C. forse dal censore Lucio Cassio Longino Ravilla, sul precedente percorso etrusco Veio-Orvieto-Chiusi-Cortona-Arezzo-Fiesole. Dopo aver attraversato Centoia (il nome del paese deriva dal latino centuria, unità di 100 soldati che formavano una legione e da qui la centuriazione romana che consisteva nella suddivisione di un territorio in 100 parti, poi assegnate ai coloni e calcolate secondo le linee incrociate delle strade) e il ponte murato sul fiume Clanis sotto Valiano, incrociava la nuova Cassia Adrianea, voluta dall'imperatore Adriano nel 123 d.C. costruita al centro della valle per raggiungere più velocemente Firenze e i passi appenninici. Da qui, procedendo verso ovest, il vecchio tracciato etrusco-romano ancora oggi passa per Gracciano (come indica il toponimo Podere Strada nelle vicinanze del Torrente Salarco), sale a Montepulciano ed entra in Val d'Orcia. Prosegue per le pendici dell'Amiata toccando Seggiano, Castel del Piano e Arcidosso, scende in Maremma per Roccalbegna, Murci, Scansano, Magliano in Toscana fino ad arrivare a Talamone e Orbetello.
Con l'irreversibile impaludamento della Val di Chiana (IX secolo), dal percorso iniziale si sviluppò la cosiddetta Via Lauretana, nata per collegare Cortona a Montepulciano e Siena. Il nome Lauretana (di probabile attribuzione settecentesca) deriva dal toponimo Loreto, localizzato nella piana sotto Cortona, nella zona del Sodo e che dà il nome anche al fosso locale. È da qui che partiva il primo ramo di questa strada che Emanuele Repetti nel suo Dizionario chiamò Antica Lauretana distinguendola dalla più importante Strada Regia Lauretana. La primitiva via, che con molte probabilità esisteva già in epoca romana come uno dei tanti diverticoli della Via Cassia e abbandonata per forza maggiore dopo l'allagamento della valle, passava per Fratta, Santa Caterina, Fratticciola, Creti, Ponti di Cortona, Foiano della Chiana, Lucignano, Rigomagno, San Gimignanello, Asciano e terminava a Siena. Nel 1775 per ordine del granduca Leopoldo II d'Asburgo-Lorena, la tratta più importante della Lauretana fu completamente ristrutturata e potenziata, nel tentativo di sviluppare il commercio del grano della Val di Chiana con il resto della regione. Caduta in disgrazia ormai da molti anni come la maggior parte delle strade toscane, fu oggetto di una vera e propria rinascita. I lavori della Strada Regia Lauretana terminarono nel 1787.
Dal punto di vista strategico, questa strada, dopo l'impaludamento della valle, fu per circa dieci secoli la più importante della zona. Da Cortona a Camucia la strada tagliava in linea retta la pianura fino a Centoia e con un percorso collinare arrivava al castello di Valiano. Attraversava la palude chianina tramite il ponte di Valiano che insieme a quello di Chiusi e ai 3 ponti di Arezzo, rappresentò un vitale punto di passaggio del vasto lago stagnante. Era l'unica strada che permetteva ai fiorentini di raggiungere Montepulciano, vera e propria enclave medicea incuneata nello Stato senese, un canale di territorio ben difeso da Valiano, per la chiesa della Maestà del Ponte, passando per la Parcese e la Corbaia, oggi Montepulciano Stazione, e il castello di Gracciano Vecchio, arrivava sul colle di Montepulciano. La diramazione della Lauretana per Siena si distaccava alla Parcese (zona soprapasso dell'Autostrada del Sole) e raggiungeva il Monastero di San Pietro d'Argnano, l'abbazia che darà il nome in epoca comunale alla villa e castello di Abbadia Argnano, località conosciuta anche come Badia de' Caggiolari o Badia in Crepaldo, oggi Abbadia di Montepulciano. Resiste ancora nella memoria popolare di alcuni abitanti del paese di Abbadia il toponimo strada vecchia (oggi Via Morandi) che sta ad indicare un breve tratto di via che si distaccava dalla Lauretana all'altezza dell'abitato di Santa Maria. Il toponimo non lascia dubbi sull'antichità di questa diramazione della Lauretana che proseguiva per il Palazzo (il toponimo potrebbe indicare la presenza nel Medioevo di una fattoria fortificata), le Tombe e Sambuono (due aree sepolcrali di età etrusca e romana), dove si congiungeva con l'importante strada che collegava Montepulciano al Castello di Ciliano e Torrita di Siena. Poco più avanti di Abbadia di Montepulciano la Via Lauretana entrava nello stato senese presso Torrita di Siena, lambiva le mura fortificate della cittadina fedele alla balzana, passava ai piedi del Castello di Guardavalle e vicino alle fattorie della Fratta e dell'Amorosa. L'antico tracciato da Abbadia di Montepulciano alle porta di Sinalunga è in pratica quello dell'odierna Strada Provinciale 326. La Lauretana attraversava poi il borgo di Rigaiolo, saliva a Collalto lambendo Sinalunga, raggiungeva Asciano e oltrepassato il fiume Ombrone, per le Crete Senesi, scendeva fino a Taverne d'Arbia, i Due Ponti e terminava alle porte di Siena.

## Vie attuali
- Lauretana Nord: la strada che collega Valiano con Centoia.
- Lauretana Sud: la strada che collega Montepulciano Stazione con Valiano.
- Lauretana/Lauretana Ovest: la strada che collega Montepulciano Stazione con Abbadia di Montepulciano.
- Lauretana: a Cortona.
- Lauretana: ad Asciano.
- Lauretana: a Monteroni d'Arbia.
- Lauretana Nord: a Torrita di Siena.
- Lauretana Sud: a Torrita di Siena.

## AltreVia Lauretana
- Via Lauretana situata tra Civitella della Chiana e Badia al Pino.
- Via Lauretana nelle Marche che si distaccava dalla Via Flaminia a Foligno e per il passo di Colfiorito valicava gli Appennini per terminare alla Basilica della Santa Casa di Loreto.